# Embroque (tauromaquia)
Es un concepto complejo desde el punto de vista de su definición, porque ha ido cambiando su concepción semántica desde los orígenes del toreo, y eso se debe, solo secundariamente, a haber ido cambiando la forma de torear.
Unos consideran embroque al tiempo y el espacio que transcurren desde que el engaño del torero embarca la embestida del toro hasta que remata la suerte. Es decir, que identifican el concepto con el conjunto del lance o del pase. Esa sinonimia no es correcta porque cada pase o lance tiene un embroque diferente. Así, tres toreros darán tres verónicas, pero cada una de ellas tendrá un embroque distinto. Además, la parte final del pase es lo que se denomina remate de forma absolutamente generalizada.
Otros llaman embroque al mismo momento en que el engaño del torero recibe al toro para embarcarlo en el pase. Este uso parece que quisiera ser respetuoso con algunas antiguas preceptivas. Pero realmente eso es solo el inicio del embroque en el uso tradicional y actual más común del término.
Finalmente, otros sitúan el momento clave del embroque, por los usos contextuales, cuando la cornamenta del toro va a pasar la pierna de salida, es decir, el instante del máximo riesgo, que viene a identificarse con el eje o centro de la suerte, usando términos clásicos.

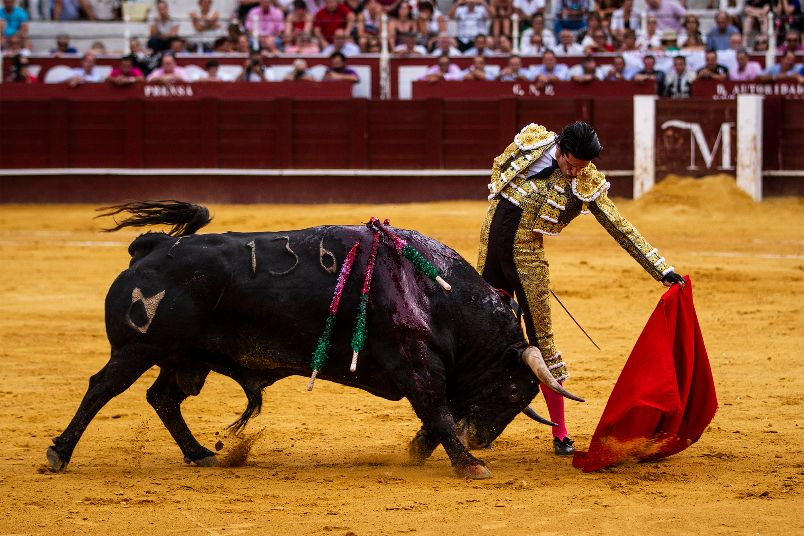
Natural (tauromaquia)

Esta última idea, que es absolutamente compatible con las ideas de fondo de las más antiguas definiciones en las tauromaquias, es la que predomina en las crónicas taurinas especializadas desde principios del siglo XX, en que tiende claramente a considerarse que embroque es el momento en el que los pitones del toro, siguiendo el engaño, se acercan al cuerpo del torero y alcanzan su mayor proximidad y riesgo. Por eso, hay una relación directa entre el mérito de la colocación y ajuste del torero en su embroque con el toro, sobre todo si es cargando la suerte, y la transmisión emotiva al público, que puede no conocer la palabra, pero sí expresa la idea: ajustarse,  pasárselo cerca. O no tan cerca. 

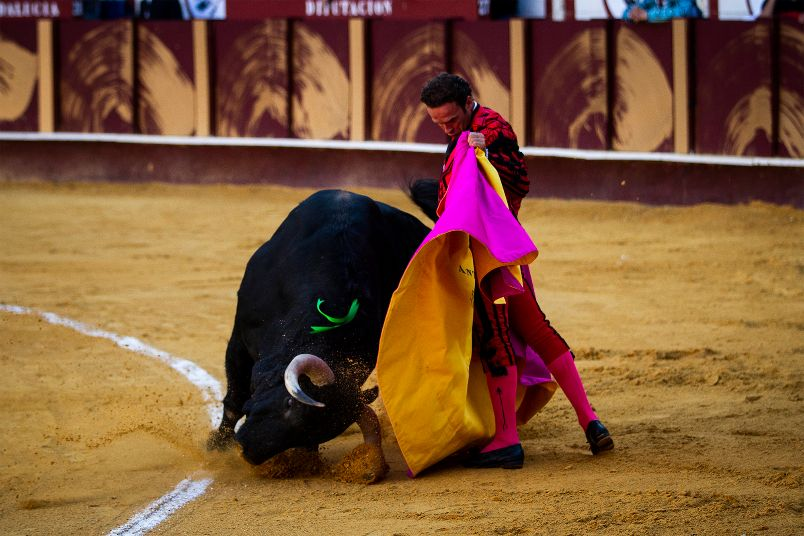

Además, si hacemos análisis del concepto embroque aplicado al toro (como el elemento fijo de la dualidad) en relación con otros intervinientes en diversas suertes (toreros, picadores, banderilleros, rejoneadores, etc.), resulta que de la conjunción de todos ellos puede deducirse que embroque es prácticamente un sinónimo de reunión, término de más frecuente uso, pero muy polisémico frente al valor unívoco y especializado que facilita embroque, desde Pepe Hillo, aunque haya ido modificándose.
El concepto general de embroque, como reunión, alude, en términos tradicionales, al momento en que el toro entra en la jurisdicción del torero, o bien, al revés, cuando es el torero el que tiene que acercarse a los terrenos del toro y provocar su embestida. Y también, en las concepciones semánticas antiguas, se incluía en el término embroque un momento de extremo peligro e incluso de cogida cierta. En la prensa moderna veremos que esto último ya no es así, y que las jurisdicciones de toro y torero se encuentran reunidas y en conjunción en el momento del embroque.
El buen embroque del torero con el toro se deberá unir a las demás características positivas del toreo (temple, mando, ligazón, etc.) para que la suma de todas ellas se armonice estéticamente alcanzando el arte de torear.

## Definición de la RAE
El término embroque  es acuñado por la Real Academia Española como sustantivo masculino propio de la tauromaquia: “Acción de embrocar un toro”. La propia RAE aporta varias acepciones del verbo “embrocar” ajenas a la tauromaquia, y dos propias de ella: “Dicho de un toro: Coger al lidiador entre las astas”. Y también: “Dicho de un toro: Enfilar a alguien con las astas”. Sin embargo, ni los escritores taurinos especializados ni los aficionados usan el sustantivo embroque para referirse a esas dos acciones, pues se suelen denominar, respectivamente, “coger, cogida, con empitonamiento o sin él”, y “enfilar, buscar, derrotar, hacer hilo”. Esto ocurre porque los académicos arrastran buena parte de las definiciones antiguas.

## Definiciones antiguas
Pepe-Hillo, en su Tauromaquia define el embroque así: “Es el contraste de ganar el toro el mismo centro, y terreno del diestro, teniéndolo por único solo objeto al tiempo de la cabezada, o cuando va siguiéndole el alcance sobre largo, y lo lleva en la cabeza”. [Es decir, que alude al momento de máxima cercanía y agresión, e incluso a la persecución y a la cogida]. Sin embargo, en los usos que hace Hillo, se suele referir a que los apuros y cogidas sobrevienen siempre en el "embroque sobre corto": "Estos toros [los toros que llama "de sentido"] son los más difíciles... porque sus remates tiran desde luego al bulto y lo cogen en el embroque sobre corto"; y así mismo aparece en la "suerte del recorte", lo que implica que no cogerían los toros en el embroque largo, del que también habla, como opuesto: "ya se les esté sobre corto o largo". Evidentemente, "largo" equivale a distanciamiento y alivio, como nos demuestra Pepe-Hillo en su "Advertencia cuarta", en la que afirma que "esencial del toreo es el ver llegar los toros", y que "incluso los [toreros] que huyen o van a sacar y trastear los toros, deberán siempre mirarlos: lo uno, para procurar salirse de la cabeza en los embroques sobre largo...".
Cossío, en el “Vocabulario” con el que inicia su Tratado, no aporta definición propia de embroque, sino que recurre, como suele, a autoridades. Primero, a la Tauromaquia de Montes: “La disposición en que el torero se halla respecto al toro, cuando si no se moviera llevaría la cornada”. [Es esta una definición que refleja la forma de torear basada en las piernas que pervivirá casi hasta Juan Belmonte, pero que sigue encontrando su vigencia en toreros excepcionales, como José Tomás, que tiene declarado, y lo ha demostrado, preferir la cogida a corregir su posición].
Encontramos una alusión a embroque muy interesante en la Tauromaquia de Paquiro cuando el histórico torero se refiere a la virtud de la "ligereza", afirmando: "donde más se conoce la ligereza es en todos los movimientos que en los embroques sobre corto son necesarios para librar la cabezada: el que tenga esa cualidad tiene mucho ganado para que jamás lo coja un toro...". Observemos que esta es una preceptiva muy antigua, de 1836, y no parece identificarse embroque con el inicio de la ejecución de un pase, sino con su pleno desarrollo.
Después, volviendo a Cossío, escoge una definición que considera más el tiempo que la posición, la que da su maestro Sánchez de Neira: “El momento de ganar el toro el terreno del diestro, metiéndose en su jurisdicción y teniéndole por único objeto al dar la cabezada”. Basada en la definición de Pepe-Hillo, estamos evocando la forma de lidiar decimonónica, y si se amplía la información en la fuente directa, se ve representado el modelo de lidia antigua con los recursos para evitar la cogida: "arrojarse el lidiador al suelo para que el toro rebrinque por encima; sin salir, si es en corto, por medio de un quiebro [...] a no ser que en viaje largo tenga más pies que la fiera y gane más pronto el olivo" [es decir, salte por encima de las tablas del ruedo al callejón]. Pese a esa visión defensiva y basada en el juego de pies, encontramos ya en este autor preceptista un deseo de acotar el término embroque de tal manera que nos ilustra significativamente el concepto del encuentro con peligro. Así, sus últimas frases sobre el embroque suponen una crítica a la RAE por estancarse en la antigua definición: "La Academia dice que es coger el toro al lidiador entre las astas. Nosotros afirmamos que puede ser embrocado y no cogido, ni encunado, que esto ya es más de cerca". Y para mayor aclaración aún del concepto que Sánchez de Neira tenía de embroque, se reproduce su definición de "encunarse": “Es el momento en que el torero […] queda colocado entre las dos astas del toro [...] Se distingue del embroque en que éste, aunque también corto, es a mayor distancia de la cuna; como que da tiempo en aquél a salirse por quiebro, recorte, etc., y en éste no.”. En conclusión, este tratadista entiende por embroque la agresión constatada del toro al torero, al bulto, sin seguir al engaño, pero dando al torero la posibilidad de evitar la cogida, como ilustraba Paquiro, con "ligereza". 
Cossío también recurre a un cronista de prestigio, el fundador de la revista “La Lidia”, Peña y Goñi: “…al cargar la suerte, al llegar al embroque, la mano izquierda del matador quedó muerta, el toro no vio el terreno de fuera… y al derrotar enganchó a Hermosilla”.
Finalmente, en su artículo "Sobre el toreo de Belmonte" sentencia: "Prevista la arrancada, la enmienda o el mando deben librar el riesgo del embroque".

## Definiciones modernas especializadas
Patier aporta la virtud de asimilar el embroque con el pase del toro ante el torero: “Conjunción de la muleta con la embestida del toro”. La palabra conjunción parece aludir al temple. No se comprende bien la exclusión del capote.
Nieto Manjón opta por proximidades entre toro y torero con un sentido dinámico pero amplio del espacio: “Momento de ganar el toro el terreno del diestro o el torero el del toro, metiéndose el uno en la jurisdicción del otro”.
José Carlos de Torres reproduce textualmente la definición de Pepe Hillo, sin intentar la menor actualización. Y añade: “En la suerte del derribo en el campo, cuando el garrochista toca a la res en los cuartos traseros para derribarla”.
En la Tauromaquia de Marcial Lalanda (escrita en 1987 aunque él se retirara en 1942), el uso del concepto embroque coincide plenamente con el propuesto en este artículo: "El diestro ha de recibir al toro estando parado y, en el momento de enganchar, cargar la suerte, adelantando la pierna contraria hasta el embroque y acompañándolo con todo el cuerpo: cintura, brazos, muñecas". Y a continuación: "Es necesario que el torero se pare en el embroque, se cruce más. Esto, por desgracia, apenas se ve hoy". Al decir "se pare en el embroque" lo que pide Marcial Lalanda es la quietud del torero en el momento de mayor peligro: "no enmendarse con los pies".

## El embroque y las cogidas
En rigor, todas las cogidas son la consecuencia de un embroque violento, desde el simple varetazo hasta la cornada mortal, pasando por el revolcón de imprevisibles consecuencias, como el sufrido fatalmente por Antonio Bienvenida con una vaquilla de tientas. A veces la cogida es producto de una mala colocación o ejecución del torero, sin dominar la limpieza del embroque. Otras veces, las más, es el sentido defensivo del toro el que le lleva a dar un inesperado derrote, es decir, un repentino cambio de trayectoria buscando el bulto, el cuerpo del torero. Aunque también es frecuente que el toro “avise” de sus malas intenciones. Y también el embroque lo modifica el azar en forma, por ejemplo, de una ráfaga de viento que deja descubierto al lidiador. El buen aficionado suele ver con claridad el motivo de la cogida, y memoriza las imágenes del embroque cuando ha tenido un resultado grave o gravísimo.

## El embroque más peligroso

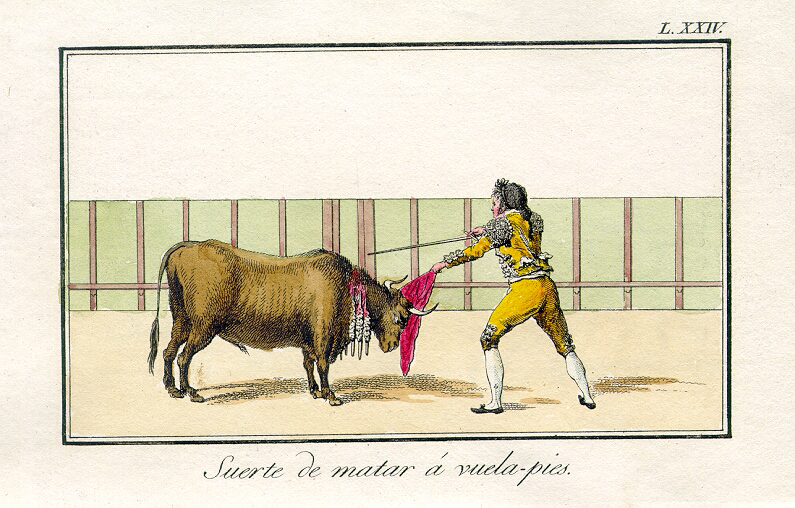
Embroque al entrar a matar o en "la suerte suprema"

Todo torero sabe muy bien que el embroque más peligroso llega a la hora de entrar a matar, porque por un momento va a dejar de ver la trayectoria de la embestida, pues debe estar mirando dónde clavar el estoque. Es la llamada “hora de la verdad”, aunque sea un instante. Es “la suerte suprema”. En efecto, mientras el diestro, con la mano zurda, cita en pase cambiado al toro, intentando embarcarle en el vuelo de la muleta a la vez que esta tape su cuerpo de la vista del animal, con su brazo diestro, cruzado sobre el zurdo, avanza y enfila la espada hacia el espacio abierto de la cruz del toro, y por tanto le es imposible controlar la distancia del embroque y observar el movimiento de la cabeza del toro, que puede instintivamente derrotar buscando su cuerpo. La historia del toreo deja una larga lista de diestros cogidos en este embroque, y también muy extensa de matadores fallecidos, con no pocos casos de la doble muerte de toro y torero, como ocurrió con El Espartero, Antonio Montes, Manolete, El Yiyo…

## Otras acepciones taurinas del embroque

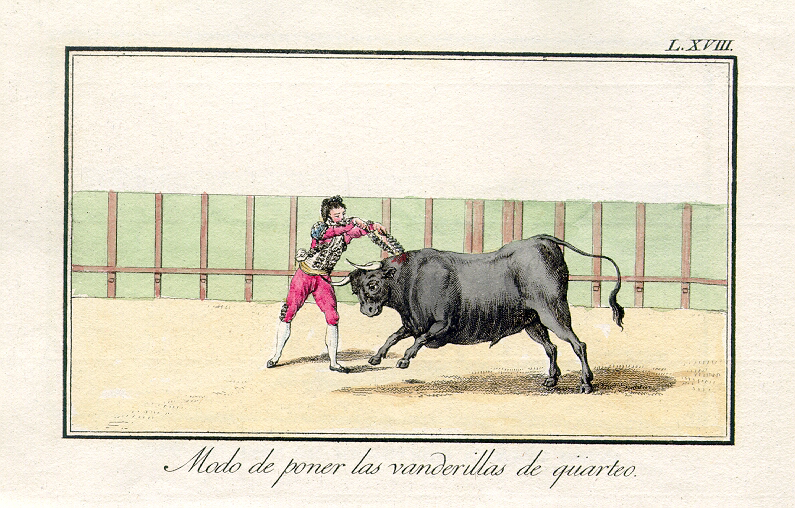
Embroque al poner banderillas

Conviene no olvidar que el momento de clavar las banderillas es un embroque, y que del riesgo, el ofrecimiento (“asomarse al balcón”) y la plasticidad del encuentro del rehiletero frente a las astas del toro producen con cierta frecuencia grandes reconocimientos al mérito, obligando los aplausos a que, con permiso del matador, se desmontere el banderillero.
A veces, muy raramente, se ha escrito también embroque para el encuentro del toro y el picador al clavar la vara, el puyazo, aunque ya Pepe Hillo usó repetidas veces este término, por ejemplo: "parando bien el caballo aunque el toro esté ya en el embroque, pues es mejor que llegue a él estando de pechos...".
En el rejoneo el embroque es el momento de la reunión en que el jinete clava rejones y banderillas, y asimismo cuando pide al caballo arriesgados quiebros o revueltas frente a la embestida del toro. La depurada doma actual permite también espectaculares mantenimientos de una suerte de embroque continuo en que el galope lateral de las monturas se mantiene muy cerca de la cabeza del toro en su recta acometida, gracias al temple dosificado por el rejoneador y aceptado valientemente por el caballo, que, incluso, encara al toro en tan antinatural desplazamiento, confiado en la dirección que le marca su jinete y él apenas ve.
También en la tienta de machos jóvenes a campo abierto conocida como “acoso y derribo” se llama embroque al momento en que el garrochista, a galope en su caballo, contacta con la vara terminada en bola, llamada garrocha, sobre los cuartos traseros de la res para derribarla (la echada), probando su reacción. Para Pepe Hillo era cuando el astado se revolvía hacia el caballista: "un embroque más arriesgado", en suertes de derribo distintas a la de "la falseta", que es "el estilo más garboso". Y sigue siéndolo. 
Y asimismo es llamado embroque la reunión de los forcados portugueses con el toro, particularmente la del primero de ellos.

## Algunos ejemplos de lacrítica taurina
Debe tenerse en cuenta que casi siempre que la crítica taurina utiliza la palabra embroque, surge en un contexto positivo, para resaltar el mérito de algún momento de las suertes taurinas. Asimismo podrá comprobarse que existe cierta elasticidad o indefinición respecto al momento del embroque, pero también es una constante relacionar el concepto embroque con el peligro y la emoción transmitida.
La exposición de muchas de las citas que se aportan, a modo de referencias, tiene por objeto consolidar la idea que conceptualmente se ofrece como más correcta sobre “el embroque” en la introducción definitoria de este artículo, dejando, al mismo tiempo, un espacio de reflexión crítica a los lectores, que podrán observar la dificultad de tal definición.
A continuación se expondrán varios ejemplos de su uso, con citas del siglo XX y sobre todo actualísimas (Ferias de Abril en Sevilla y de San Isidro en 2019), ordenándolos cronológicamente y según su referencia: el capote, banderillas, la muleta, la estocada, rejoneo, etc. Se ha procurado ofrecer una amplia variedad en los firmantes de los ejemplos citados, aunque predominan los periodistas de Madrid, en diarios de tirada nacional, y también debe tenerse en cuenta que siempre ha habido críticos taurinos que han usado con bastante frecuencia el término (ahora destacan Zabala de la Serna y Rosario Pérez), otros en los que aparece rara vez (como Antonio Lorca, que tiende a usar el concepto original de entrada en jurisdicción y toma del engaño), y finalmente los hay que parecen desechar la conveniencia del término (Andrés Amorós).
Algunos ejemplos, los menos, se referencian con enlaces externos a la hemeroteca digital del diario ABC.
Embroque con el capote:
“Hubo una verónica de cartel de toros, de hondura descomunal: desde el Guadalquivir hasta el Manzanares, desde el embroque hasta la eternidad” Madrid. Rosario Pérez, sobre Pablo Aguado. ABC. 11-05-2019.
“Maravilloso el embroque en tres verónicas y media para pintores, con el pecho ofrecido, hondura y torería. Delicias que invitaron a soñar.” Madrid. Rosario Pérez, sobre Juan Ortega. ABC. 22-04-2019.
“[Francisco] de Manuel cuajó dos grandes saludos capoteros. Hundiéndose en el embroque del lance, girando la cintura, acompañando con expresión la embestida”. Madrid. Zabala de la Serna. El Mundo. 28-05-2019.
Embroque en la brega (tomado como unidad del conjunto, en el sentido general de reunión):
“Luego Sánchez Mejías, cuando estaba en la cuadrilla de Joselito, dio unos capotazos, y el toro hizo tantos extraños, que necesitó el gran peón de todos sus recursos para irse del embroque, porque realmente no sabía qué camino tomaba el toro”. Gregorio Corrochano. San Sebastián. ABC. 19-08-1917.
Embroque en banderillas:
“El subalterno ganó la cara del violento toro de doña Dolores Aguirre. Se reunió muy bien con él y dejó los garapullos en lo alto del morrillo. La fotografía capta el preciso momento en que el subalterno sale del embroque con las zapatillas juntas”. Acompañamiento de fotografía [Vicente Zabala], pg. 87, sobre banderillas al cuarteo de Ángel Luis Prados (Y dibujo del mismo motivo, de José Puente), pg.88. Madrid. http://hemeroteca.abc.es/nav/Navigate.exe/hemeroteca/madrid/abc/1992/05/25/087.html.
Embroque con la muleta:
“Empezó Domingo Ortega, en una Corrida de la Prensa, en Madrid] la faena por bajo […], pero al tercer pase el toro [manso, no picado, fogueado] se dio cuenta, se le coló con peligro del torero, que tuvo que salirse del embroque”.
“… desarrolló un molesto defecto: a la hora del embroque, giraba la cabeza lanzando un violento derrote. Su matador aguantó los parones con frialdad, no dio un paso atrás”. Madrid (Vistalegre). Alejandro Martínez, sobre Emilio de Justo. El País. 24-02-2019.
“Hubo verdad y fuerza en la manera de expresar el toreo en la plaza, en el cite, en el embroque, pasándose al Juanpedro por la barriga”. Sevilla. Patricia Navarro, sobre Morante de la Puebla con la muleta. La Razón. 7-06-2019. 
“Román … se dispuso a apostar la vida a pelo. En cada embroque volaba un cuervo negro”. Madrid. Zabala de la Serna. El Mundo. 10-06-2019.
“Embarcaba las embestidas para torear al natural, suavidad al echar la muleta al hocico, embroque perfecto, largo el trazo”. Granada. Paco March, sobre José Tomás. La Vanguardia. 24-06-2019 (digital del 23).
Faena en su conjunto:
"El toro último, manso, luego recrecido en virtud de una casta indómita [era de la ganadería de El Sierro], trajo a José Tomás por la calle de la amargura. Lo importante fue que José Tomás le plantó cara, se lo pasó cerca, menudearon los embroques espeluznantes, la angustia trascendió a los tendidos..." Madrid. Joaquín Vidal. El País, 19-05-1999.
“En su haber la mejor faena en la que gustó el quite por verónicas, en su debe el gusto por el pico para hacer girar los toros a su alrededor sin un claro embroque”. Madrid. Andrés de Miguel, sobre Juan Ortega.  22-04-2019. Artículo “El relevo se estanca”. Blog “Adiós, Madrid”.
“Desde el capote a la muleta, su exultante fulgor. A dos manos, los embroques pletóricos”. Sevilla. Zabala de la Serna, sobre Pablo Aguado. El Mundo.11-05-2019.
Al entrar a matar:
“La estocada fue […] recibiendo, emocionante en el embroque, y por tanto el premio de dos merecidas orejas no podía ser otro”. Méjico, D. F. Guillermo Leal, sobre César Rincón.
http://hemeroteca.abc.es/nav/Navigate.exe/hemeroteca/sevilla/abc.sevilla/2007/02/07/069.html.
“Oreja que amarró en otro embroque en la suerte contraria”. Zabala de la Serna. Sevilla, sobre estocada de El Cid. http://hemeroteca.abc.es/nav/Navigate.exe/hemeroteca/sevilla/abc.sevilla/2003/04/22/056.html
“El toro, de Baltasar Ibán, cogió a Román en el momento del embroque, levantándolo por el muslo izquierdo [sic, error: fue el muslo derecho] y zarandeándolo con violencia en el aire con el pitón dentro durante unos eternos y angustiosos segundos”. Madrid. Rosario Pérez. ABC. 9-06-2019.
El embroque en el rejoneo:
“Con Nazarí llegó el delirio, quebrando en la misma cara y saliendo con solvencia del embroque”. Jerez. Fernando Carrasco, sobre Diego Ventura. “Bien en los cites y en el embroque”. Ibídem, sobre Fermín Bohórquez. http://hemeroteca.abc.es/nav/Navigate.exe/hemeroteca/sevilla/abc.sevilla/2011/05/12/068.html.
“Soberbio temple, maravilloso embroque y superior toreo con los pechos –habita en él una pureza asombrosa– a lomos de Disparate”. Sevilla. Zabala de la Serna, sobre Guillermo Hermoso de Mendoza el día de su alternativa. El Mundo. 6-05-2019.

## Fragmento poético de Gerardo Diego
… Sí. El toreo en un tris
desde que ya no cita Pepe Luis
abriendo en el embroque la muleta
y en equilibrio el peso del estoque.
(Obsérvese la palabra escogida para la rima interna del verso endecasílabo)
http://hemeroteca.abc.es/nav/Navigate.exe/hemeroteca/madrid/abc/1972/02/27/180.html.